# Weißer Berg bei Darmstadt und Pfungstadt

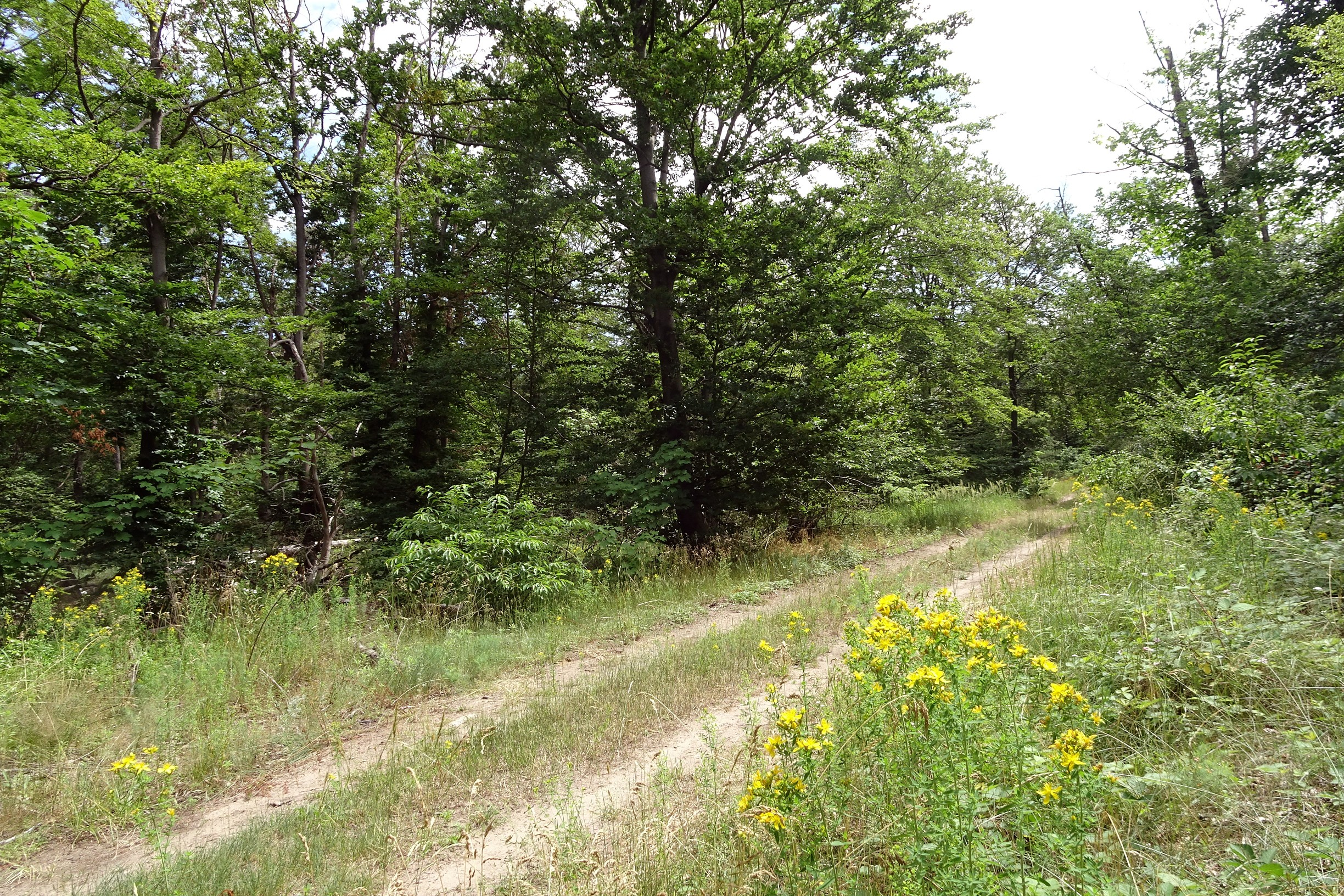
Waldschneise Ecke Willbrandschneise (2021)

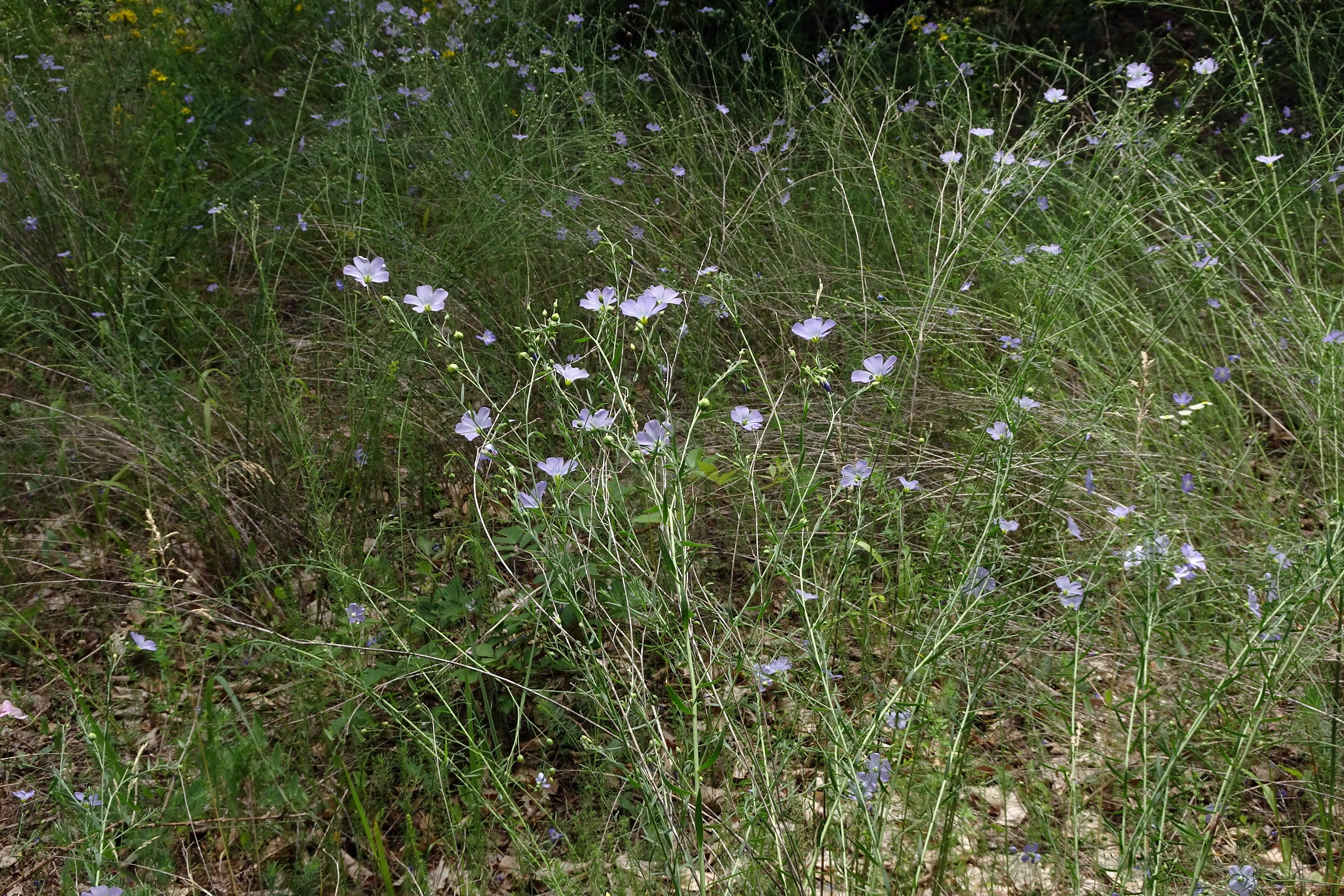
Ausdauernder Lein am Dünenrücken „Weißer Berg“ (2021)

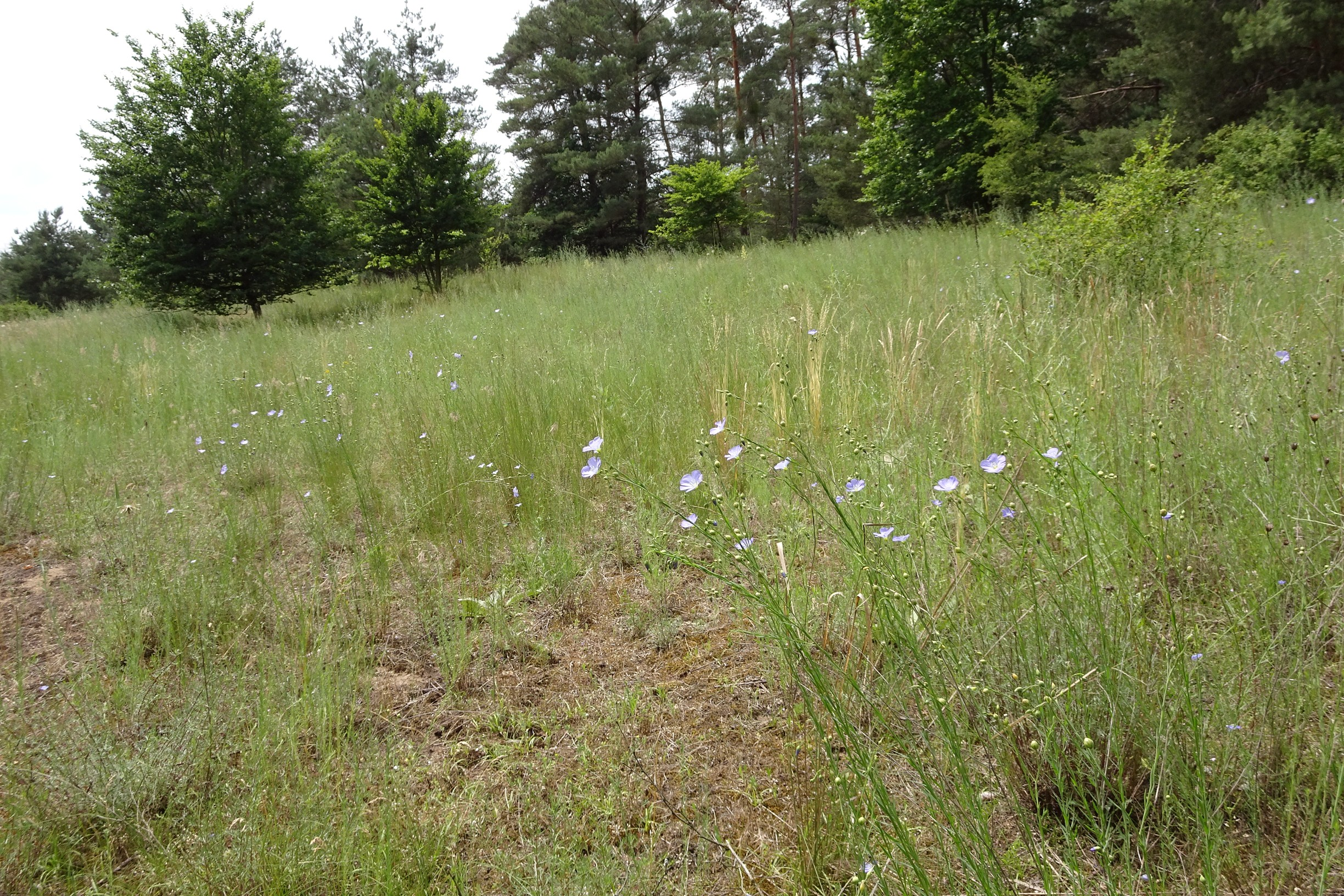
Steppenrasen bei der Pfungstädter Hausschneise (2021)

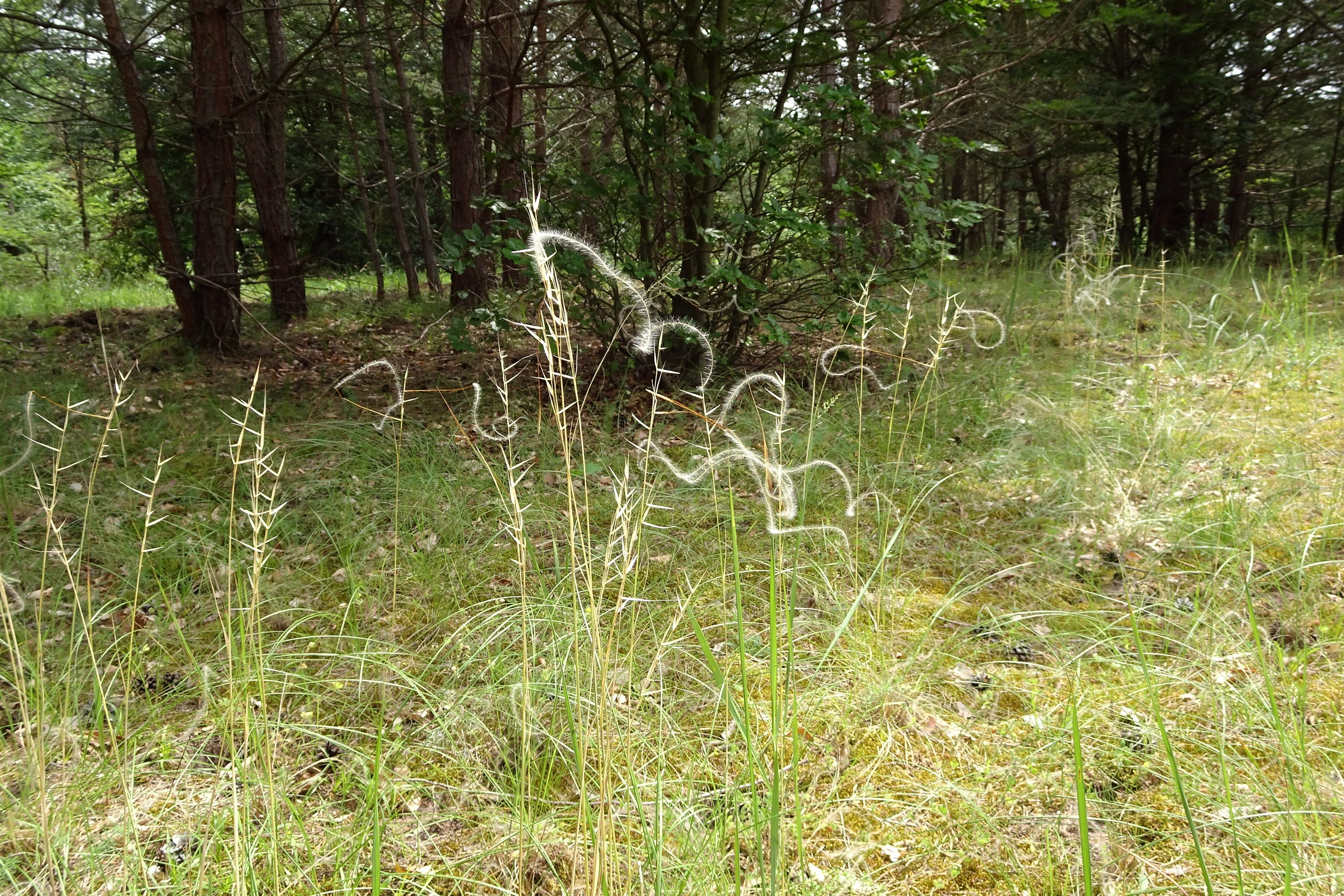
Echtes Federgras im Steppenrasen bei der Pfungstädter Hausschneise (2021)

Das Natura 2000-Gebiet Weißer Berg bei Darmstadt und Pfungstadt liegt im Gebiet von Pfungstadt (Landkreis Darmstadt-Dieburg) und Darmstadt in Südhessen. Die Ausweisung als FFH-Gebiet 6117-306 erfolgte mit der Verordnung vom 16. Januar 2008. Geschützt wird ein Kiefernwald auf flachen Flugsanddünen mit Steppenrasen, vor allem an den Schneisenrändern.

## Lage
Der „Weiße Berg bei Darmstadt und Pfungstadt“ liegt im Naturraum Oberrheinisches Tiefland, Untereinheit Hessische Rheinebene. Das Schutzgebiet befindet sich südwestlich von Darmstadt und 1,5 Kilometer nördlich von Pfungstadt zwischen den Autobahnen A5 und A67. Das Gebiet im Wald wird von Schneisen begrenzt: im Norden verläuft die Buckelschneise, im Süden die Waldschneise, im Osten die Blattschneise und am Westrand die Pfungstädter Hausschneise. Die Fläche des FFH-Gebietes beträgt 93,15 Hektar. Der größte Teil zählt zur Gemarkung Pfungstadt, bis auf einen kleinen Abschnitt im Nordosten in der Gemarkung Darmstadt-Eberstadt.

## Geschichte
Der „Weiße Berg“ gehört zu einem etwa 10 Kilometer breiten Gürtel von Flugsanddünen, in dem am Ende der letzten Eiszeit kalkhaltige Sande aus den Flussbetten des Rheins  und  Alt-Neckars ausgeblasen und bis zu 10 Meter hohen Dünen angeweht worden waren. Bis ins 16. Jahrhundert wurden Teile des Gebietes ackerbaulich genutzt. Ab 1580 wurde durch Erlass angeordnet, die Dünen großflächig mit Kiefern aufzuforsten. Dadurch sollte der Sandeintrag bei starkem Wind in die Stadt hinein verhindert werden. Der Wald wurde durch Schneisen zunächst in quadratische Flächen gegliedert, später wurden weitere Schneisen eingefügt, wodurch die heutigen rechteckigen Abteilungen entstanden.
Wegen des Vorkommens sehr seltener Pflanzenarten der Sandbiotope wurde bereits Anfang 1984 die Ausweisung als Naturschutzgebiet beantragt. Die zuständigen Forstämter hielten dies jedoch nicht für erforderlich. 1986 wurde mit einem  Sondergutachten „Vernetzung von Steppenrasen zum Naturschutzgebiet Eberstädter Tanne bei Pfungstadt“ ein Verbundsystem geplant. 1990 wurde zusätzlich ein „Pflege- und Entwicklungskonzept zur Biotopvernetzung in dem geplanten Naturschutzgebiet Pfungstädter und Eberstädter Tanne“ erstellt. Noch 2003 war ein 154 Hektar großes Naturschutzgebiet „Weißer Berg“ in Planung. Anfang 2008 wurde das (mit 93 Hektar deutlich kleinere) FFH-Gebiet ausgewiesen.
Im Zusammenhang mit den etwas nördlich gelegenen FFH-Gebieten „Griesheimer Düne und Eichwäldchen“, „Ehemaliger August-Euler-Flugplatz von Darmstadt“ und „Beckertanne von Darmstadt mit  angrenzenden Flächen“ bildet der „Weiße Berg“ ein wichtiges Bindeglied im Natura-2000-System. Zur besseren Vernetzung wird eine Erweiterung des Schutzgebietes nach Norden entlang der RWE-Trasse bis zur Landesstraße 3097 empfohlen.

## Beschreibung
Das flachwellige Gebiet auf primär kalkhaltigem Flugsand liegt in einer Höhenlage von 105 bis 117 Metern. Es ist größtenteils mit Wald und Gehölzen bewachsen, dabei überwiegt lichter Kiefernwald. Kleinflächig kommen trockene Sandrasen und Steppenrasen vor, insbesondere an den Rändern der breiten Waldschneisen, entlang der RWE-Stromtrasse bei der Pfungstädter Hausschneise, sowie an einigen offenen Stellen im Wald. Diese überregional in ihrem Bestand bedrohten Biotope weisen eine sehr reichhaltige Flora auf.

## Flora und Fauna
Die trockenen, kalkreichen Sandrasen und Steppenrasen enthalten zahlreiche seltene und gefährdete Arten. In den Sandrasen wachsen beispielsweise Blaugrünes Schillergras, Sand-Strohblume, Sand-Silberscharte, Ausdauernder Lein, Zwerg-Schneckenklee, Berg-Haarstrang, Ohrlöffel-Leimkraut und Sand-Thymian. In den subpannonischen Steppen-Trockenrasen gedeihen unter anderem Haar-Pfriemengras, Echtes Federgras, Kugelköpfiger Lauch, Hügel-Meier, Heide-Segge, Steppen-Wolfsmilch und Kreuz-Enzian. Weitere bemerkenswerte Pflanzen sind Echte Mondraute und Duft-Skabiose. Auch die lichten Sandkiefernwälder sind artenreich, hier kommen Berberitze und seltene Arten wie Rotes Waldvöglein, Braunrote Stendelwurz und Großes Windröschen vor.
Im Wald brüten Baumpieper, Waldlaubsänger und Trauerschnäpper. Auf den offenen Flächen können gelegentlich Baumfalke, Ziegenmelker, und Wiedehopf beobachtet werden. Das Gebiet ist auch reich an Schmetterlingen.

## Erhaltungs- und Schutzziele
In dem FFH-Gebiet sollen folgende Lebensraumtypen erhalten werden:
- 6120 (*) Trockene, kalkreiche Sandrasen
- 6240 (*) Subpannonische Steppen-Trockenrasen

Als Erhaltungsziele der Arten nach Anhang II der FFH-Richtlinie werden folgende Pflanzen genannt:
- Jurinea cyanoides (Sand-Silberscharte)

## Beeinträchtigungen
Die Sand- und Steppenrasen werden entlang der Schneisen durch Beschattung beeinträchtigt. An den offeneren Stellen sind sie durch Verbuschung und Gehölzaufwuchs gefährdet. Auch das Vordringen von Land-Reitgras kann langfristig zur Verdrängung der seltenen Arten führen.

## Pflege und Bewirtschaftung
Ein Maßnahmenplan regelt die nötigen Bewirtschaftungsweisen und Pflegeeingriffe. Zur Erhaltung der Trockenheit und Wärme liebenden schutzwürdigen Arten soll der lichte Kiefernwald erhalten und die freien Flächen offen gehalten werden. Dies erfolgt teilweise durch extensive Beweidung mit Schafen und Eseln. Lokal sollen Schneisen etwas verbreitert und aufkommende Gehölze entnommen werden.

## Naherholungsziel
Das Schutzgebiet wird von zahlreichen Schneisen durchzogen, die als Wander-, Jogging- und Radwege genutzt werden. Auf einer etwa 5 Kilometer langen BiotopTour des Landkreises Darmstadt-Dieburg können die Lebensräume der Altdünen erkundet werden.